# Shahab-6
Shahab-6 (persa: شهاب ۶ , que significa "Meteorito-6", o Toghyân, persa: طغیان ) es la designación de un supuesto proyecto iraní de misiles balísticos de largo alcance.

## Capacidades
Según informes publicados en 1996, el misil tiene un alcance de unos 14.000 kilómetros, y su tecnología de fabricación procede de Rusia y Corea del Norte. Según estos informes, el misil Shahab 6 estuvo operativo hasta 2014, y se trata de un modelo completamente rediseñado del misil balístico Taepodong-2 de Corea del Norte (Enkasasal-X-2). No existen estimaciones confiables de la capacidad del Shahab-6. Según la inteligencia israelí, tanto el Shahab-5 como el Shahab-6 tendrían un alcance de 8.500 a 10.000 kilómetros. El Washington Times informó que el primer ministro israelí Benjamín Netanyahu que describe que el Shahab-6 tiene la capacidad de alcanzar la costa este de Estados Unidos.

## Variantes
Shahab es el nombre de una clase de misiles iraníes, tiempo de servicio desde 1988 hasta el presente, de los cuales se confirman tres variantes: Shahab-1, Shahab-2, Shahab-3, mientras que Shahab-4, Shahab-5, Shahab-6. (Toqyān) fueron alegadas por fuentes occidentales e israelíes a principios de la década de 1990, pero estas acusaciones no fueron probadas.